# Waematau unuwhao
Waematau unuwhao är en kräftdjursart som beskrevs av Duncan 1994. Waematau unuwhao ingår i släktet Waematau och familjen tångloppor. Inga underarter finns listade i Catalogue of Life.